# マクラーレン・650S
マクラーレン・650Sは、イギリスの自動車メーカー、マクラーレン・オートモーティブが製造・販売していた自動車である。車名の650Sは650馬力を表し、Sはスポーツを意味する。

## 概要
650Sは2014年ジュネーブショーにて正式に披露された。P1の下位モデルに位置し、シャーシを共有する同じ「スーパーシリーズ」であるMP4-12Cの上位モデルにあたる。しかし先にMP4-12Cが生産終了を発表したため、同車の実質的な後継車となる。
MP4-12Cから650Sへのアップグレードに際し、25%は新しいパーツとなっている。2輪駆動（後輪駆動）で、MP4-12Cにも搭載されている、93.0 mm×69.9 mmのオーバースクエアストロークであるM838T型V8ツインターボエンジンから出力を50 PS引き上げたものが採用される。最大トルクも600 N⋅m（61.2 kgf⋅m）から、678 N⋅m（69.1 kgf⋅m）に増大された。0-100 km/h加速3.0秒、0-400 m加速10.5秒、最高速333 km/hと発表された。なおM838Tは、前年に続き、3.0-4.0リッターカテゴリーでインターナショナル・エンジン・オブ・ザ・イヤーを受賞した。
ギアボックスは以前よりもより滑らかなシフトチェンジが可能なように改良され、ノーマル、スポーツ、トラックと3つのモードにレスポンスを変更できるドライブ・モード・セレクターも装備。ハンドリングもサスペンション・セッティングの見直しによってよりシャープに、その一方で、MP4-12Cのスムーズな乗り心地は維持されている。カーボンセラミックブレーキは標準装備。
スタイリングは、フロントはP1を、リアはMP4-12Cをそれぞれ踏襲する。機構としては、MP4-12Cにも採用されているエアブレーキも搭載。P1に搭載されているIPAS（Instant Power Assist System）は搭載されていない。
MP4-12Cと同様クーペとスパイダーが用意される。全長も延ばされた結果、フロントオーバーハングも長くなり、フロントの車高を40 mm上げる機能が装備される。

日本では2014年4月1日に発売された。クーペモデルと電動リトラクタブルルーフを備えたスパイダーモデルは日本では同時の販売開始となった。価格はクーペは税込み3,160万円、スパイダーが税込み3,400万円。

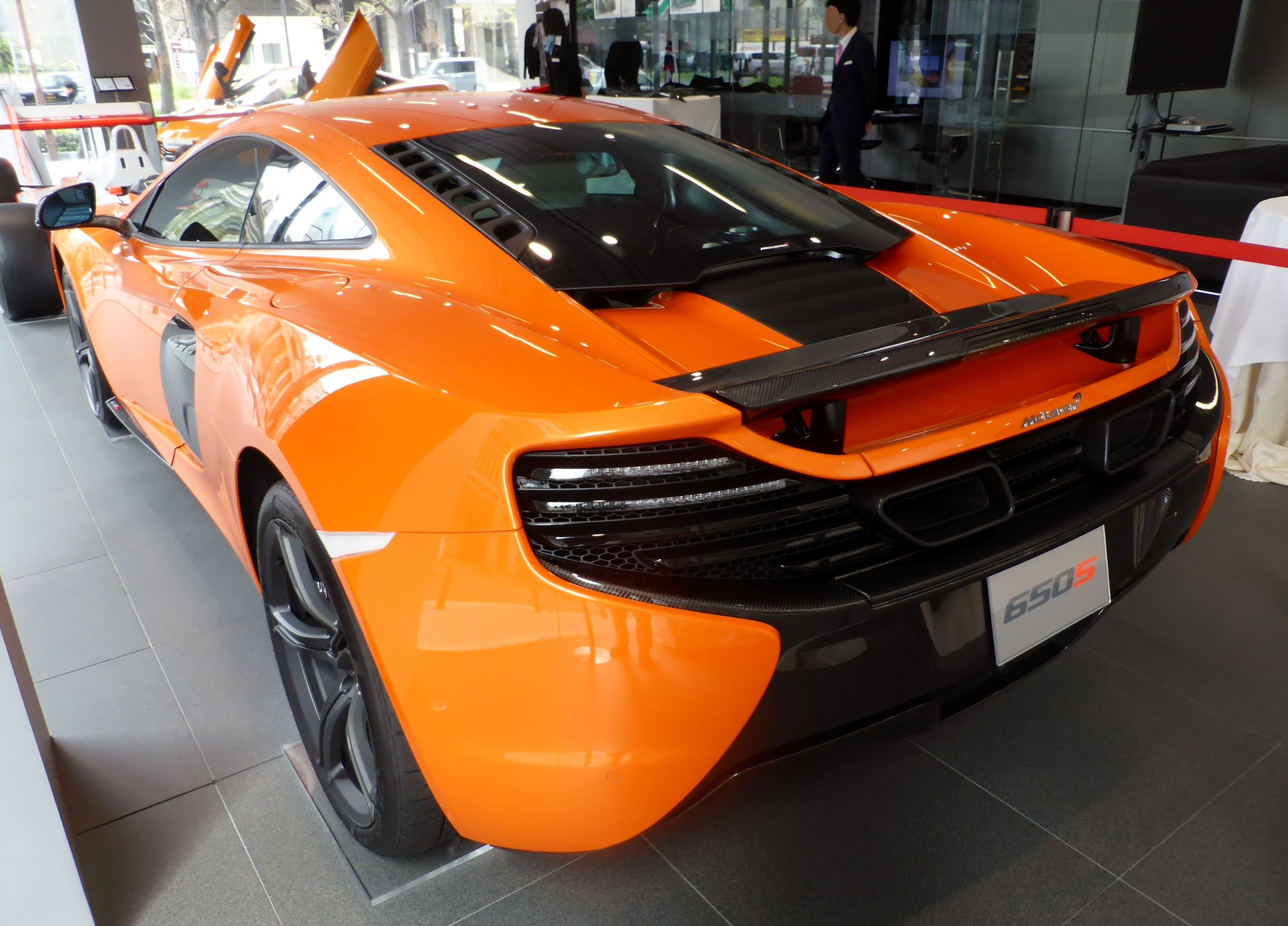
クーペ　リア
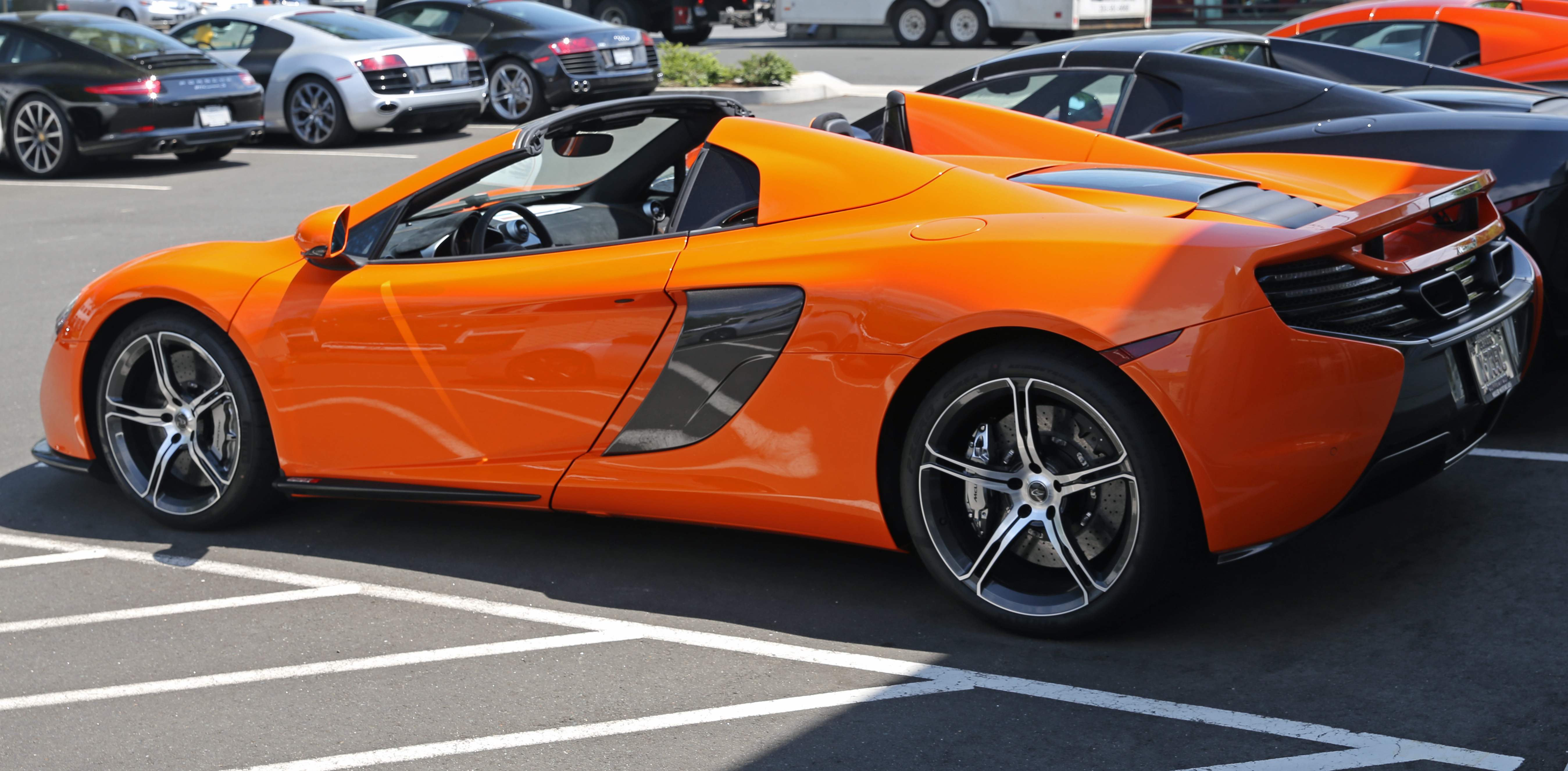
スパイダー　リア
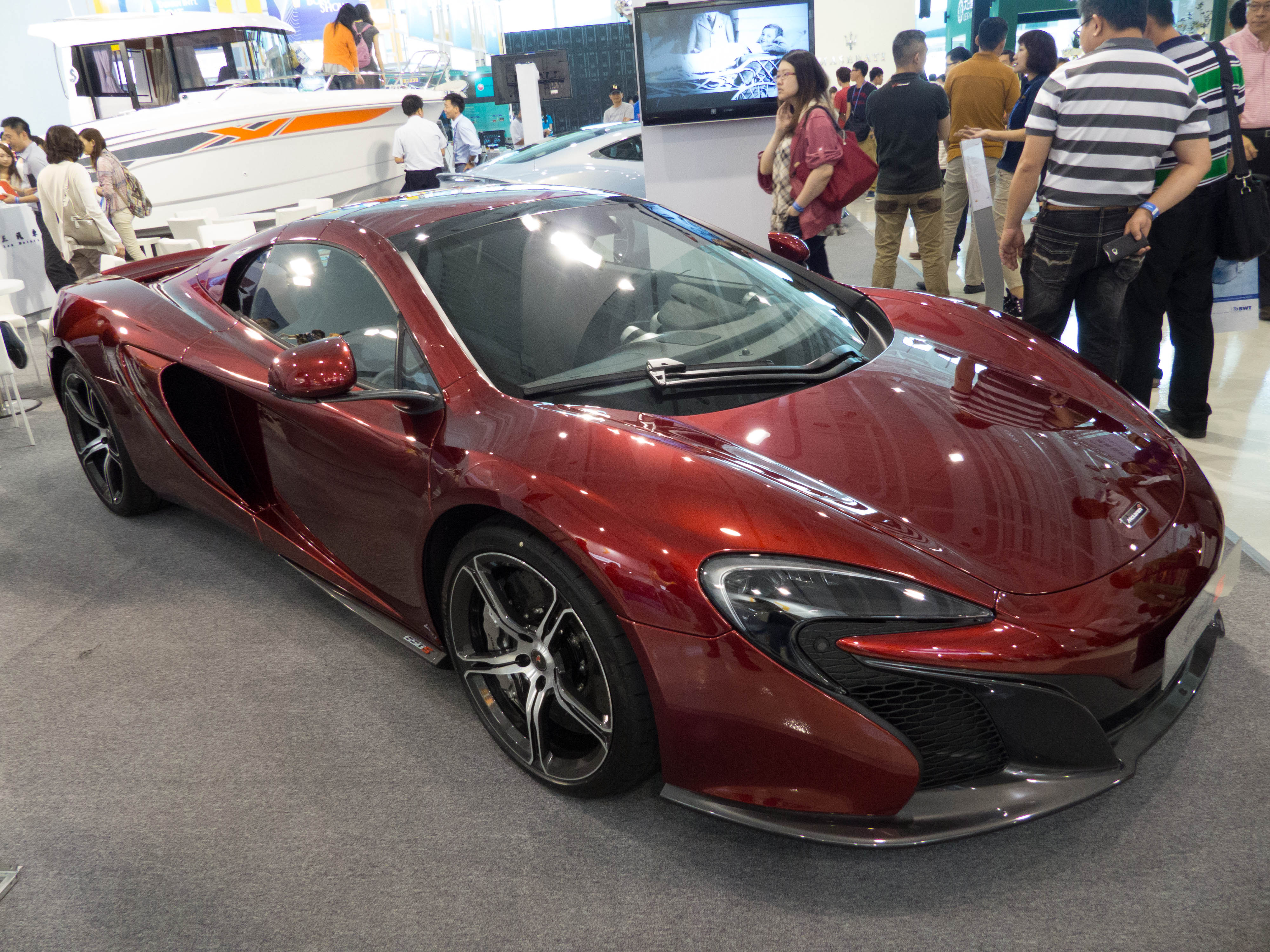
スパイダー（屋根を閉じた状態）
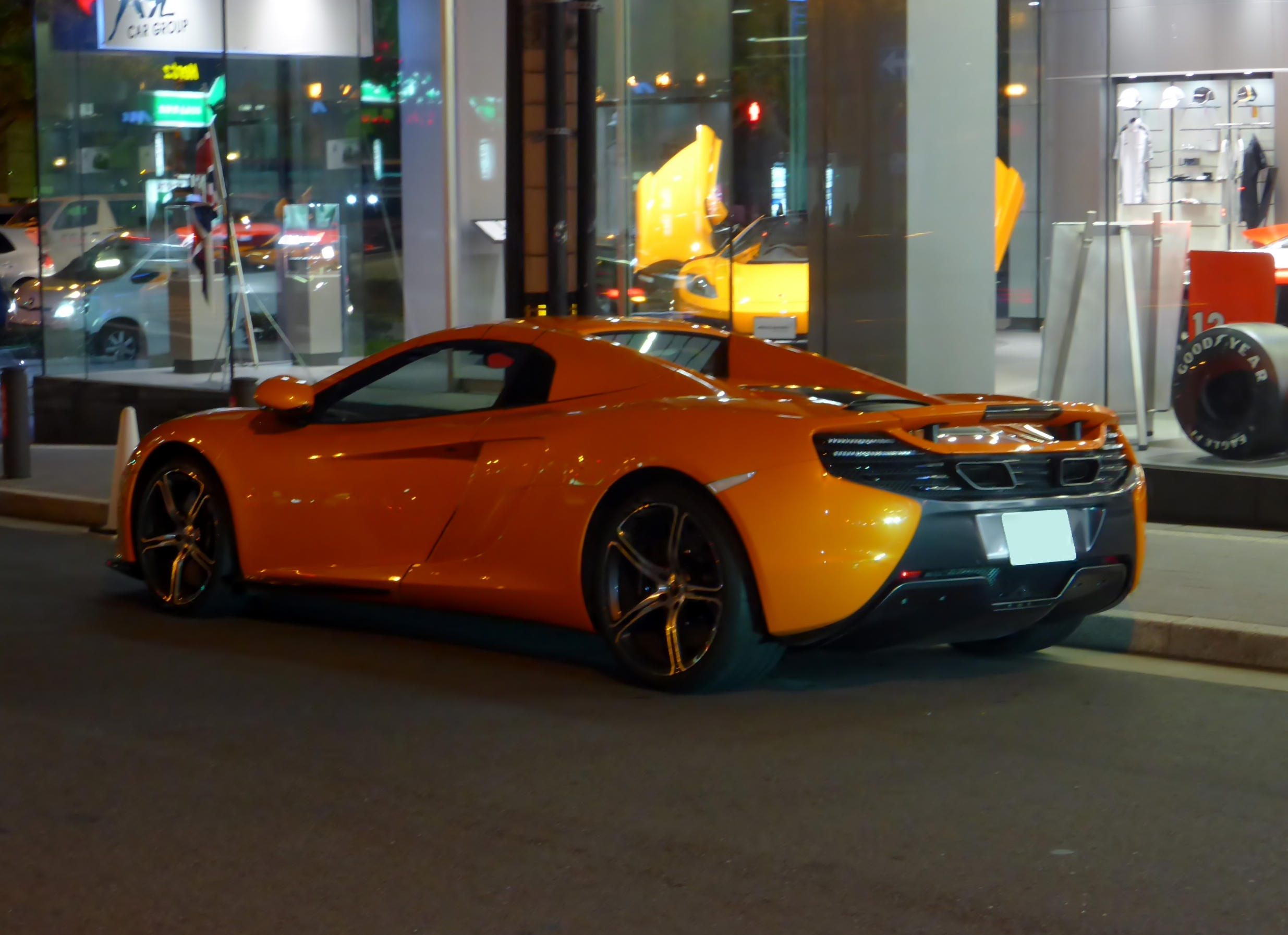
スパイダー（屋根を閉じた状態、リア）

## 625C
アジアのマーケット（主に中国市場）をターゲットとして開発された。エンジンは650Sと同じ3.8リットルのV8ツインターボエンジンを搭載。650Sが最高出力650 PSなのに対し、625Cは最高出力は625 PSに抑えられ、日常での使い勝手や快適性を向上させるため、650Sにも採用されているサスペンションシステムが改良され、全体のバランスも再セッティングされている。マクラーレン曰く、その仕上がりは『マクラーレン車の中でNo.1の洗練された乗り心地』とのこと。0-100 km/hは3.1秒（クーペ、スパイダー同じ）、最高速度は650Sと同じ333 km/h（スパイダーは329 km/h）。
625Cクーペおよびスパイダーは、まずは香港で発売され、その後数カ月以内に他のアジア太平洋地域でも発表された（日本では現在未発売）。名前については、650Sの“S”がスポーツ（sports）に由来しているのに対し、マクラーレン625Cの“C”はクラブ（Club）を表している。

## 限定モデル
MSO 650S
英マクラーレン・オートモーティブのビスポーク部門「マクラーレン・スペシャル・オペレーションズ（MSO）」が手掛けたモデル。世界限定50台の生産。
MSOチームとマクラーレン・オートモーティブのデザイン・ディレクター、フランク・ステファンソンがビジュアル面を担当し、ベースモデルとは異なるサテンフィニッシュのカーボンファイバー製のオリジナルパーツを数多く採用しているのが特徴。
価格はMSO 650S クーペが25万2,500ポンド、MSO 650S スパイダーが27万2,500ポンド。
650S GT3
国際GT3規格に適合するGTレース用車両。ロードカーのMP4-12Cの生産終了に伴い、マクラーレンのGTレース部門もGT3マシンのベース車両を650Sに交替した。新たに開発されたこの650S GT3では、MP4-12C GT3からさらに多くの点が改良されている。
650S SPRINT
McLaren 650S Coupeをベースとするサーキット専用モデル。MP4-12Cのサーキット用モデル「12C GT スプリント」の後継。ブレーキ・ステア・システムや、アクティブ・エアロダイナミクスに改良が加えられ、プロアクティブ・シャシー・コントロールもサーキット仕様にチューニングされている。価格は19万8,000ポンド。
650S Le Mans
650Sをベースに、マクラーレンF1のデザインを手がけたピーター・スティーブンスの協力を得て、MSOがデザインした。ルーフには特徴的なシュノーケルタイプのエアインテークを装着している。フロントスプリッターやリアバンパーなど、カーボンファイバーを多用装着し、カラーリングは、F1 GTRをインスパイアしたメタリックのサルトグレーを採用している。
英国販売価格は24万4,500ポンド（約4,329万円）。全世界50台限定。
650S Can-Am
カンナム・シリーズ開催から50周年を称え、MSOが仕立てた限定車。1960年代のカンナム・シリーズで活躍したマクラーレン レーシングカーのデザインにインスパイアを受けたモデル。650Sスパイダーをベースとし、全世界で50台の限定生産。車両本体価格は255,850 ポンド。
650S Spider Al Sahara 79 MSO Edition
2015年11月10日に開幕した2015ドバイ国際モーターショーにて、中東市場のみで販売する特別仕様車として発表された。ベースは650S スパイダー。24Kの本物の金の粒子（ちなみに名称の中の「79」は金の原子番号）を用いたツートーンのボディカラー、カーボン製のサイドインテークとフロントスプリッター、リアディフューザーなどで仕立てられたエクステリア、ゴールド仕上げのノブやトリムなどが配されたインテリアを特徴とする。アラブ首長国連邦での販売価格は、1,456,308 UAEディルハム（約4,900万円）。